# Handley-Knight Model A
Der Handley-Knight Model A und sein fast baugleicher Nachfolger Model B waren von 1920 bis 1922 angebotene Personenwagen der US-amerikanischen Oberklasse. Produziert wurde das Fahrzeug von der Handley Motors in Kalamazoo (Michigan). Dies waren das erste und zweite Serienmodell dieses Herstellers; beide waren mit einem Vierzylinder-Schiebermotor System Knight ausgestattet.

## Modellgeschichte
Die Handley-Knight Company wurde im Januar 1920 von James I. Handley mit einem Aktienkapital von US$ 1 Mio. gegründet. Auf Grund seiner früheren beruflichen Tätigkeit war er mit John North Willys von Willys-Overland bekannt, wo die Motoren für die Modelle A und B gefertigt wurden.
Bereits Anfang Juli 1920 war ein Prototyp fertiggestellt, und die reguläre Produktion des einzigen Typs im Programm, Modell A, begann am 1. Oktober 1920 für das Modelljahr 1921. Der Werbeslogan lautete: America's Finest Knight-Motored Car, was sich auf den Schiebermotor System Knight bezog, der wegen seiner aufwendigen Konstruktion meist in hochpreisigen Fahrzeugen verwendet wurde.
Die Linienführung war konservativ, die Verarbeitung und die verwendeten Materialien erstklassig. Eine Vorstellung erschien im Motor Age Magazine vom 18. November 1920. Modell A war als siebensitziger Touring oder Sedan sowie als viersitziges Sedan-Coupe erhältlich. Die Kühlermaske erinnerte an Willys-Overland und Buick.

### Modell B
1921 wurde es vom Model B abgelöst. Es scheint, dass dieser Modellwechsel eher eine Marketingmaßnahme war, denn Model B unterschied sich technisch und optisch kaum vom Vorgänger. Zu den bisherigen Karosserievarianten kam nun auch ein fünfsitziger Touring hinzu. Vom siebensitzigen Touring gab es gegen einen Mehrpreis von US$ 200 eine Deluxe-Ausführung, zweifellos eine Maßnahme, um den Grundpreis senken zu können.

## Technik

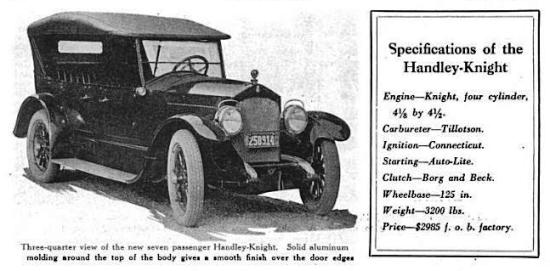
Handley-Knight Model A 7-passenger Touring (Anzeige von Ende 1920)

Das Gewicht wird mit 3300 lbs (ca. 1500 kg) für den Touring angegeben. Alle Handley-Knight und Handley waren sich konstruktiv sehr ähnlich. Es handelte sich um Assembled vehicles, also „konfektionierte“ Automobile, die aus zugekauften Komponenten montiert wurden. Der Motor scheint eigens für Handley-Knight produziert worden zu sein; bei Willys-Overland findet sich kein ein entsprechendes Gegenstück. Die Kugellager wurden von Snead-Thermold bezogen, die elektrische Ausrüstung von Auto-Lite und Batterien lieferte U. S. L.

### Schiebermotor

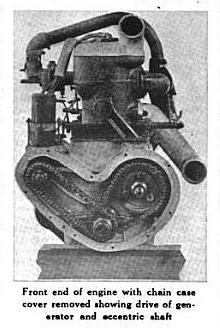
Frontansicht des Knight-Schiebermotors.

Wie bereits erwähnt, wurde der Motor von Willys-Overland zugekauft. Es handelt sich dabei um einen im Werk Elyria (Ohio) hergestellten Knight-Schiebermotor mit vier Zylindern und Wasserkühlung. Seine Bohrung und Hub betragen 4⅛ × 4½ Zoll (104,8 × 114,3 mm), woraus sich ein Hubraum von 240,6 c.i. ergibt, entsprechend 3942 cm³. Die Kurbelwelle ist dreifach gelagert. Serienmäßig wurden, wie auch bei Willys-Overland, Tillotson-Vergaser verbaut. Als Leistung werden 48 bhp (35,8 kW) bei 1800/min genannt; nach einer anderen Quelle 54 bhp (40,3 kW). Gemäß dem damals in den USA angewendeten N.A.C.C.-Rating ergeben sich aus der Zylinderbohrung von 4⅛ Zoll 27,24 PS. Entsprechend wurde der Handley-Knight in Großbritannien mit 27,2 Steuer-PS taxiert.
Handley verwendete Druckumlaufschmierung und ein Vakuum-System zur Benzinförderung. Der modern konstruierte Kühler war zellular aufgebaut, die Kühlung erfolgte nach dem damals üblichen Thermosyphonverfahren. Der Kühlkreislauf fasste 6,75 US-Gallonen (25,5 Liter).
Die Bordspannung betrug 6 Volt. Den Anlasser lieferte Auto-Lite; die Zündanlage kam von Connecticut Ignition.

### Kraftübertragung
Der Handley-Knight Model A hatte ein konventionelles, unsynchronisiertes Schaltgetriebe mit drei Vorwärtsgängen und Rückwärtsgang von Grant-Lees und eine Einscheiben-Kupplung von Borg & Beck, die einfachste technische Lösung. Model B erhielt eine Mehrscheibenkupplung. Die Kraftübertragung zur Hinterachse erfolgte über eine Kardanwelle und ein Kegelrad-Achsgetriebe; die Übersetzung im Differential betrug 4,9 : 1.
Die Hinterachse war „halbschwebend“ konstruiert, d. h. die beiden Halbwellen des Hinterradantriebs sind vor ihrem äußeren Ende über ein Wälzlager mit dem Achskörper verbunden. An der Außenseite enden sie in einem Flansch, an dem das Laufrad befestigt ist. Das innere Ende liegt im Differentialgetriebe. Konstruktionsbedingt sind die Halbwellen innen frei von Querlasten, außen nehmen sie axial leicht versetzte Querkräfte auf.
Schalt- und Handbremshebel waren mittig im Fahrzeug angebracht.

### Fahrgestell und Aufhängung

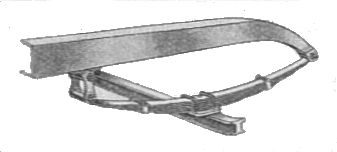
Typische Vorderachsaufhängung mit Halbelliptikfedern.

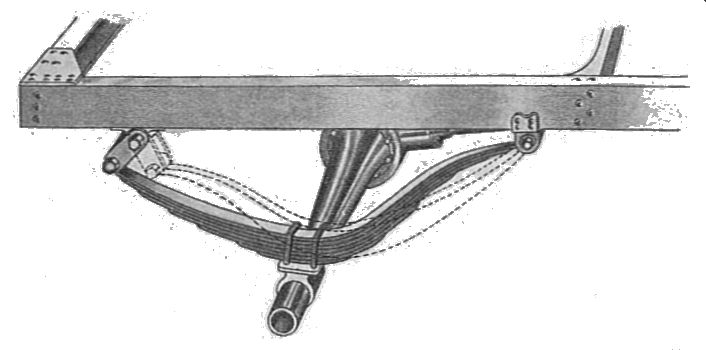
Funktionsweise von Halbelliptikfedern an der Hinterachse.

Das Fahrgestell war als konventioneller Leiterrahmen mit vier Quertraversen ausgelegt. Die Längsträger waren aus 6 Zoll (152 mm) tiefem und 3/16 Zoll (4,76 mm) starkem Carbonstahl. Die hinterste Traverse hielt den Benzintank und schützte ihn bei einem Aufprall. Den Radstand von 125 Zoll (3145 mm) nannte Handley-Knight „nicht zu groß für leichtes Handling und angemessen für komfortables Sitzen, gerade in Verbindung mit den Handle-Knight-Federn“. Diese Blattfedern sind zumindest an der Hinterachse in Halbelliptik-Auslegung belegt; an der Vorderachse sind sie aufgrund der vorliegenden Illustrationen anzunehmen. Sie waren aus Vanadium-Stahl; die hinteren waren 61 Zoll (1,54 m) lang. Bei den Nachfolgemodellen Handley 6-40 und 6-60 sind Halbelliptikfedern rundum belegt.
Die vorderen und hinteren Starrachsen wurden nach Angaben von Handley-Knight bei Timken angefertigt. Zur Grundausstattung gehörten hölzerne Artillerieräder mit Reifen der Dimension 33 × 5 Zoll(Herstellerangabe); nach anderen Quellen 32 × 4½ Zoll.
In dieser Klasse waren abnehmbare Felgenkränze („demountable rims“) Standard; sie gehörten auch für den Handley-Knight zur Grundausstattung. In Zeiten nicht abnehmbarer Räder stellte dies einen deutlichen Schritt zu mehr Komfort dar. Zwar wurde der Handley-Knight mit verstärkten Luftreifen („Cord-Reifen“) ausgeliefert, Reifenpannen traten dennoch häufig auf. Für leichtere Fälle gehörte eine Luftpumpe zur Grundausstattung. Bei den nicht seltenen, größeren Schäden, wie sie etwa durch Reifenplatzer entstanden, waren demountable rims hilfreich. Man brauchte nur den Felgenkranz auszuwechseln; die schwere, zeitraubende und schmutzige Arbeit des Entfernens der Holzspeichen von der Radnabe blieb dem Fahrer so erspart. Zu Hause konnte man den defekten Reifen abziehen, reparieren oder ersetzen. Meist wurde der Kranz einfach zum Fachmann gebracht. Der komplettierte Kranz kam als Ersatz wieder an den Wagen. Abbildungen legen nahe, dass modische Vollscheiben-Stahlräder zumindest erhältlich waren.
Der Handley-Knight hat zeittypisch nur Hinterradbremsen. Allradbremsen begannen sich erst in der zweiten Hälfte der 1920er Jahre durchzusetzen. Die Fußbremse („Service brake“) wirkte auf die Außenbacken der Trommelbremsen, die Handbremse („Emergency brake“) auf die Innenbacken.
Das Fahrzeug hat eine Schneckenlenkung System Gemmer.
Eine Abbildung legt nahe, dass die Fahrgestellnummer fahrerseitig an der Feuerwand im Motorraum angebracht war.

## Karosserie und Ausstattung

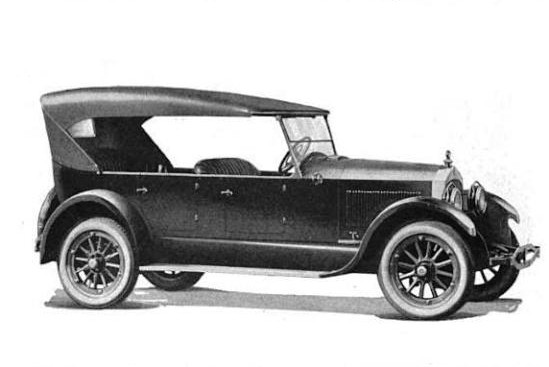
Handley-Knight Model B 7-passenger Touring (1922). Das Fahrzeug ist mit optionalen Stoßstangen ausgestattet, wie sie an vielen Lincoln dieser Zeit zu finden sind.

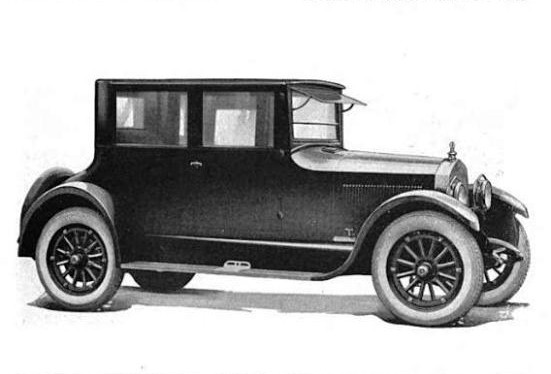
Handley-Knight Model B 4-passenger Coupe-Sedan (1922)

Offensichtlich war man bei Handley-Knight besonders stolz auf die hochwertigen, im Hause gefertigten Karosserien. Sie wurden nach den Prinzipien des Individual-Karosseriebaus in Kleinserie und weitgehend von Hand erstellt. Die Struktur bestand aus Eschenholz, die Karosseriehaut aus Aluminiumblech. Die Sitze waren mit von Hand bearbeitetem Leder bezogen. Armaturenbrett und Lenkradkranz bestanden aus Walnussholz. Verwendet wurden beste Materialien und die Verarbeitung war hochwertig. Zur Grundausstattung gehörten die elektrische Hupe, ein Motometer (ein erhaltenes Exemplar trägt eines der Marke Boyce), ein Qualitäts-Tachometer von Van Sicklen, Voltmeter, eine Uhr mit Achttagelaufwerk, je eine Leuchte am Armaturenbrett und im Fond, am Verdeck anknüpfbare Vorhänge als Wetterschutz, ein Set mit Bordwerkzeug und eine Luftpumpe.
Für Model B ist als einziger Farbton Handley-Knight Blue belegt., zudem ersetzte man das rutschige Linoleum als Schutz auf den Trittbrettern durch Aluminiumblech.
Stoßstangen scheinen nicht zur Grundausstattung gehört zu haben, waren aber optional erhältlich.

## Handley-Knight heute
Einer der ersten gebauten Handley-Knight Model A, wahrscheinlich gebaut für James Handley, Jr., ist in Europa erhalten. Dieses Fahrzeug stammt aus der bekannten Harrah-Kollektion in Reno (Nevada). Ein Handley-Knight Model B Touring ist Bestandteil der Sammlung des Gilmore Car Museum, 6865 West Hickory Road, Hickory Corners (Michigan).